# Charlie Hofheimer
Charlie Hofheimer (Brooklyn, 17 aprile 1981) è un attore statunitense.

## Biografia
Charlie Hofheimer è nato a Brooklyn. Iniziò a recitare in giovane età . Il suo primo ruolo da attore è stato a 13 anni, nel 1994, nel film Lassie. È apparso in molti altri film come Boys, La musica del cuore, Hai paura del buio?, Law & Order - I due volti della giustizia e Due padri di troppo, che hanno contribuito ad aumentare la sua notorietà. 
Nel 1999 Charlie Hofheimer, tra i cui interessi vi sono il baseball, il calcio, il piano e l'hockey, si è laureto all'università di New York.

## Filmografia

### Cinema
- Lassie, regia di Daniel Petrie (1994)
- Boys, regia di Stacy Cochran (1996)
- Due padri di troppo (Fathers' Day), regia di Ivan Reitman (1997)
- Edge City, regia di Eugène Martin (1998)
- Blue Moon, regia di Ron Lagomarsino (1999)
- La musica del cuore (Music of the Heart), regia di Wes Craven (1999)
- Last Ball, regia di Peter Callahan (2001)
- Black Hawk Down - Black Hawk abbattuto (Black Hawk Down), regia di Ridley Scott (2001)
- The Village, regia di M. Night Shyamalan (2004)
- Autopilot, regia di Alex Knudsen (2010)
- Blur, regia di John W. Kim (2011)
- Would You Rather, regia di David Guy Levy (2012)
- Il potere dei soldi, regia di Robert Luketic (2013)
- Betrayed, regia di John Stimpson (2014)
- Dependent's Day, regia di Michael David Lynch (2014)

### Televisione
- New York News - serie TV, 1 episodio (1995)
- Hai paura del buio? (Are You Afraid of the Dark?) - serie TV, 2 episodi (1996)
- Law & Order - I due volti della giustizia (Law & Order) - serie TV, 2 episodi (1995-1996)
- Trinity - serie TV, 1 episodio (1999)
- Law & Order - Unità vittime speciali (Law & Order: Special Victims Unit) - serie TV, episodio 4x16 (2003)
- CSI - Scena del crimine (CSI: Crime Scene Investigation) - serie TV, episodio 3x19 (2003)
- NCIS - Unità anticrimine (NCIS) - serie TV, episodio 1x06 (2003)
- Numb3rs - serie TV, 1 episodio (2006)
- Medium - serie TV, 1 episodio (2007)
- Dr. House - Medical Division (House, M.D.) -serie TV, 1 episodio (2007)
- Eli Stone - serie TV, 1 episodio (2008)
- Canterbury's Law - serie TV, 3 episodi (2008)
- Fear Itself - serie TV, 1 episodio (2008)
- Cold Case - Delitti irrisolti (Cold Case) - serie TV, 1 episodio (2009)
- Senza traccia (Without a Trace) - serie TV, 1 episodio (2009)
- Rizzoli & Isles - serie TV, episodio 2x01 (2011)
- The Good Wife - serie TV, episodio 3x19 (2012)
- Private Practice - serie TV, 4 episodi (2012)
- Mad Men - serie TV, 11 episodi (2010-2012)
- Grey's Anatomy - serie TV, episodio 10x17 (2014)
- Perception – serie TV, episodio 3x11 (2015)
- Castle – serie TV, episodio 7x18 (2015)
- Escape at Dannemora – serie TV, un episodio (2018)
- L'uomo nell'alto castello – serie TV, un episodio (2019)
- For All Mankind – serie TV, 2 episodi (2019)

## Doppiatori italiani
Nelle versioni in italiano delle opere in cui ha recitato, Charlie Hofheimer è stato doppiato da:
- David Chevalier in La musica del cuore, Private Practice, Castle
- Alessandro Tiberi in Due padri di troppo, Black Hawk Down - Black Hawk abbattuto
- Alessandro Quarta in Law & Order - I due volti della giustizia (ep. 6x22), Cold Case - Delitti irrisolti
- Renato Novara in La musica del cuore (ridoppiaggio), L'uomo nell'alto castello
- Sacha Pilara ne Il natale delle sorelle March, Tradimenti fatali
- George Castiglia in Boys
- Giorgio Milana in NCIS - Unità anticrimine
- Manfredi Aliquò in CSI - Scena del crimine
- Alessandro Budroni in Fear Itself
- Gianluca Crisafi in Rizzoli & Isles
- Francesco Sechi in The Good Wife
- Fabrizio Picconi in Mad Men
- Angelo Sorino in Grey's Anatomy
- Massimiliano Manfredi in Perception
- Alberto Bognanni in Escape at Dannemora